# Orechowo-Sujewo
Orechowo-Sujewo (russisch Оре́хово-Зу́ево) ist eine russische Stadt mit 120.670 Einwohnern (Stand 14. Oktober 2010) in der Oblast Moskau. Sie liegt rund 90 km östlich von Moskau am Fluss Kljasma, jeweils rund 10 km von den beiden nächstgelegenen Städten Dresna und Likino-Duljowo entfernt.

## Geschichte

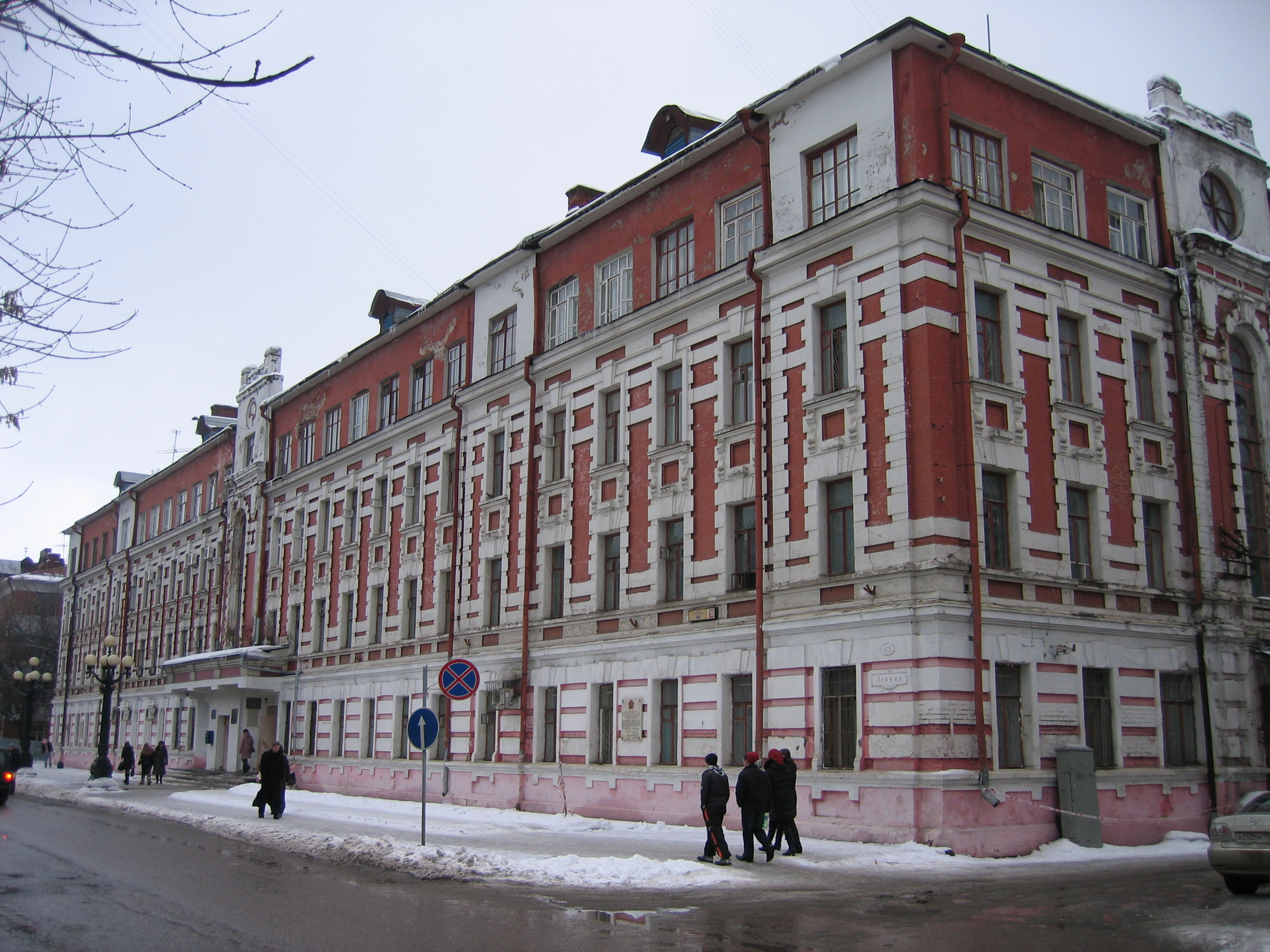
Altes Verwaltungsgebäude in Orechowo-Sujewo

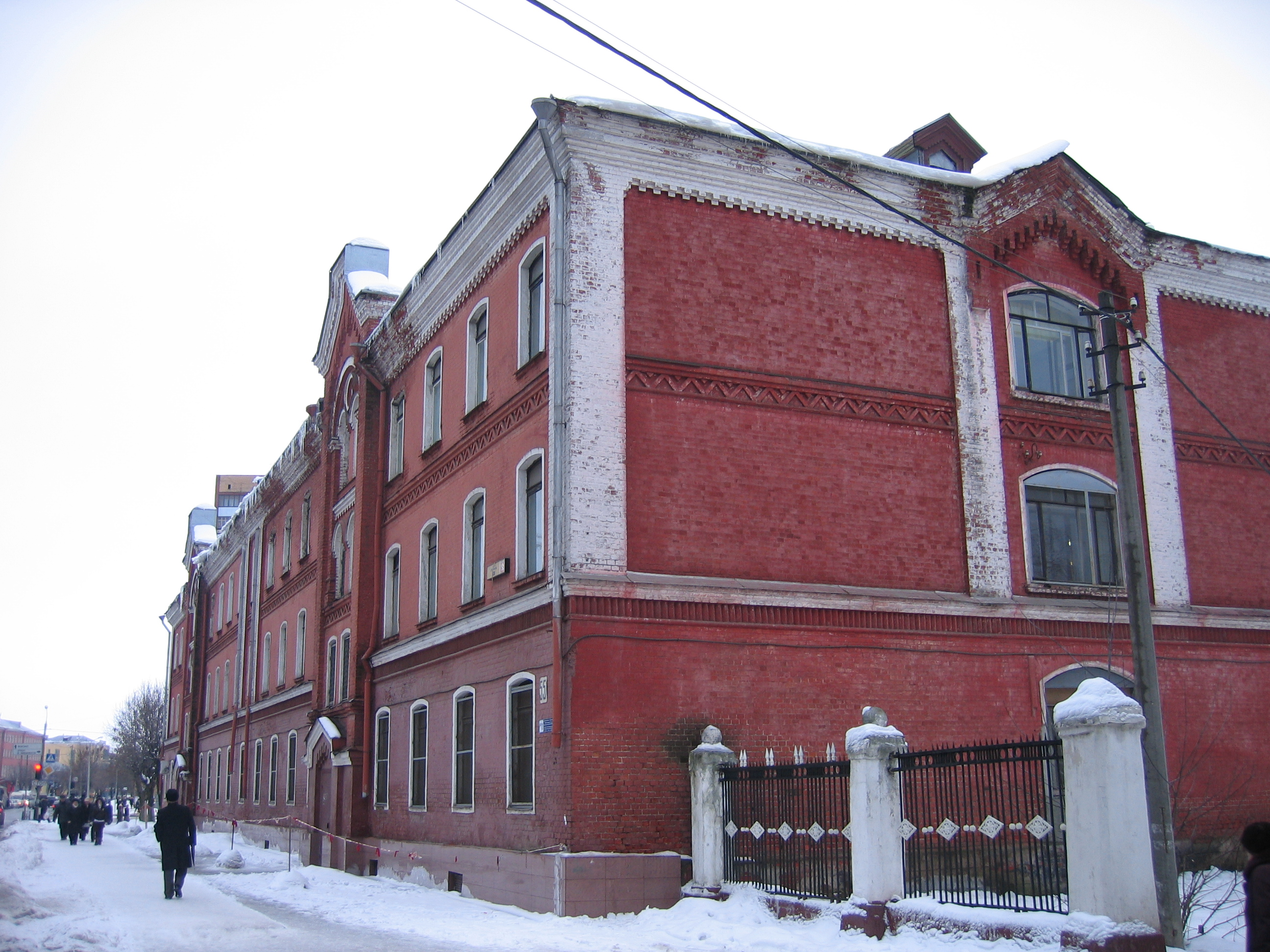
Eine der alten Textilfabriken

Die heutige Stadt entstand 1917 durch die Zusammenlegung mehrerer Gemeinden zu einer Stadt. Das älteste dieser Dörfer war das seit dem frühen 13. Jahrhundert bekannte Sujewo, wo 1797 vom Unternehmer Sawwa Morosow senior eine Seidenmanufaktur gegründet wurde. Darüber hinaus wurden die Orte Orechowo (bekannt seit Ende des 17. Jahrhunderts), Nikolskoje und Dubrowka in die neue Stadt eingemeindet. Schon Jahrzehnte vor der Vereinigung galt diese Gegend als bedeutendes Industriezentrum, nicht zuletzt dank der 1861 erfolgten Anbindung an die Eisenbahnstrecke Moskau–Wladimir. Bereits 1890 gab es in Orechowo 17 Fabriken.
Am 3. Juni 1917 erhielt der neue Ort Stadtrechte. 12 Jahre später wurde er Verwaltungszentrum des neu gebildeten, gleichnamigen Rajons. Bei der Verteidigung Moskaus im Zweiten Weltkrieg gehörten die Industriebetriebe Orechowo-Sujewos zu wichtigen Waffenherstellern, außerdem befanden sich in der von Kämpfen verschonten Stadt mehrere Armeehospitäler.

### Bevölkerungsentwicklung
| Jahr | Einwohner |
| ---- | --------- |
| 1897 | 25.000    |
| 1926 | 62.800    |
| 1939 | 99.273    |
| 1959 | 108.297   |
| 1970 | 120.133   |
| 1979 | 132.301   |
| 1989 | 137.198   |
| 2002 | 122.248   |
| 2010 | 120.670   |

Anmerkung: Volkszählungsdaten (bis 1926 gerundet)

## Wirtschaft und Verkehr

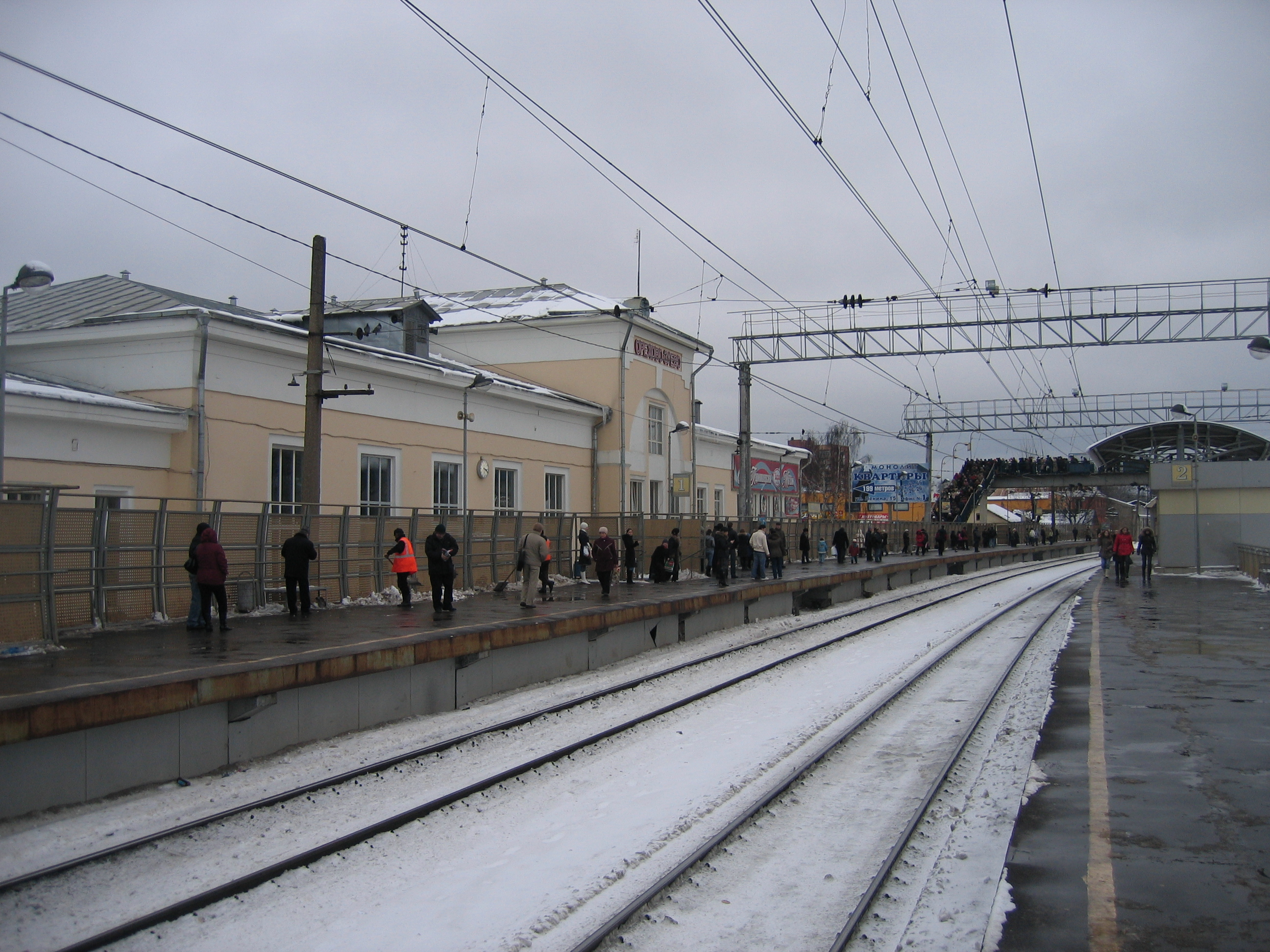
Bahnhof Orechowo-Sujewo

Wichtigste Wirtschaftszweige der Stadt sind die Textilindustrie, die in ihren Anfängen auf das 18. Jahrhundert zurückgeht, und die in jüngerer Zeit aufgebaute chemische Industrie. Nahe Orechowo-Sujewo befindet sich die zur Transmaschholding gehörende Maschinenfabrik Demichowo, die als Russlands größter Produzent von Eisenbahnzügen für den Personennahverkehr gilt. Ferner ist die Stadt ein wichtiger Eisenbahnknotenpunkt an der Kreuzung der Strecke Moskau–Nischni Nowgorod mit dem Großen Moskauer Eisenbahnring, an dem sich südlich des Personenbahnhofes einer der beiden Haupt-Rangierbahnhöfe des Moskauer Eisenbahnnetzes befindet.
Einige Kilometer nördlich der Stadt verläuft außerdem die Fernstraße M7 von Moskau über Nischni Nowgorod nach Ufa.
In Orechowo-Sujewo trainieren Agenten des russischen Geheimdienstes FSB.

## Sehenswürdigkeiten
- Alte Industriebauten aus dem 18.–19. Jahrhundert
- Heimatmuseum
- Guslizki-Kloster nahe Orechowo-Sujewo

## Städtepartnerschaften
- Madona, Lettland
- Nawapolazk, Belarus
- Trebinje, Bosnien und Herzegowina
- Potsdam, Deutschland

## Söhne und Töchter der Stadt
- Sawwa Morosow (1862–1905), Industrieller und Mäzen, Enkel von Sawwa Wassiljewitsch Morosow, dem Gründer der Sujewoer Seidenfabrik
- Sinaida Morosowa (1867–1947), Salonnière und Wohltäterin
- Sergei Simin (1875–1942), Impresario und Operndirektor
- Warwara Gaigerowa (1903–1944), Komponistin und Pianistin
- Jakow Flier (1912–1977), Pianist
- Lidija Schulaikina (1915–1995), Kampfbomberpilotin der Sowjetischen Baltischen Flotte im Zweiten Weltkrieg
- Alexander Hasenclever (1918–1990), deutscher Arzt und Berliner Politiker (CDU)
- Michail Fedonkin (* 1946), Paläontologe und Pionier der Erforschung präkambrischer Weichkörper-Fossilien
- Gennadi Spirin (* 1948), Illustrator
- Wiktor Suchorukow (* 1951), Schauspieler
- Juri Kurnenin (1954–2009), Fußballspieler und -trainer
- Alexander Uwarow (* 1960), Fußballtorwart und Torwarttrainer
- Sergei Melikow (* 1965), Offizier und Politiker; seit 2021 Präsident der Republik Dagestan
- Anna Pawlowa (* 1987), Turnerin